# ニフルチモックス
ニフルチモックス(Nifurtimox)はシャーガス病とアフリカ睡眠病の治療に用いられる医薬品である。アフリカ睡眠病にはニフルロチモックス・エフルロチン併用療法でエフロルニチンと共に用いられる。シャーガス病の治療には、ベンズニダゾールがない場合にニフルチモックスが用いられる。投与法は経口である。
主な副作用は、腹痛、頭痛、吐き気、体重の減少などである 。動物研究からはがんになるリスクが懸念されるが、ヒトでの試験ではがんになるリスクは見つかっていない。ニフルチモックスの妊娠中のヒトへの投与は勧められず、また重度の腎臓病や肝臓病のヒトへの投与も勧められない。
ニフルチモックスはニトロフランに分類される抗寄生虫薬である。
ニフルチモックスは1965年から医薬品として使用され始めた。世界保健機関の必須医薬品リストに掲載されており、最も効果的で安全な医療制度に必要な医薬品である。カナダや米国では市販されていない。米国ではアメリカ疾病予防管理センターから入手できる。2013年時点の一貫の治療にかかる費用は約20米ドルである。世界中でシャーガス病とアフリカ睡眠病がよく診られる地域では世界保健機関から無料でニフルチモックスが提供される。